# روش گزینش جنسی ZW

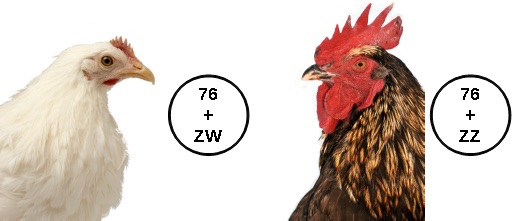
گزینش جنسیت ZW در پرندگان (که برای نمونه در مرغ خانگی نشان داده شده‌است)

روش گزینش جنسی ZW (انگلیسی: ZW sex-determination system) روش تعیین جنسیت بر پایهٔ کروموزوم‌های Z و W است که جنسیت زاده‌ها را در پرندگان، برخی از ماهی‌ها و سخت‌پوستان مانند شاه‌میگوی رودخانه‌ای، برخی از حشرات (از جمله پروانه‌ها و شب‌پره‌ها)، خانوادهٔ کرم‌های تخت شیستوزومی و برخی از خزندگان را تعیین می‌کند. به عنوان مثال در تعیین جنسیت بیشتر مارها، مارمولک‌های راستین و بزمجه‌ها از جمله اژدهای کومودو. همچنین در بعضی از گیاهان که احتمالاً در چندین مورد تکامل یافته‌است مورد استفاده قرار می‌گیرد. از حروف Z و W برای متمایز ساختن این سیستم از روش گزینش جنسی XY استفاده می‌شود. در این سیستم، ماده‌ها یک جفت کروموزوم ZW غیرمشابه دارند و نرها دو کروموزوم ZZ مشابه دارند.
برخلاف روش گزینش جنسی XY و روش گزینش جنسی XO؛ که اسپرم جنسیت را تعیین می‌کند، در سیستم ZW، تخمک است که جنسیت زاده‌ها را تعیین می‌کند. در این سیستم، نرها هموگامتیک (ZZ) هستند، درحالی‌که ماده‌ها هتروگامتیک (ZW) هستند. کروموزوم Z بزرگ‌تر است و ژن‌های بیشتری دارد، مانند کروموزوم ایکس در روش گزینش جنسیت XY.